# Бурбаев, Ифрат Нигметуллаевич
Ифрат Нигметуллаевич Бурбаев (19 марта 1976 — 22 апреля 1995) — младший сержант внутренних войск МВД РФ.

## Биография
Уроженец села Солянка Наримановского района Астраханской области. Родители — Фируза Харисовна и Нигметулла Ганиятович. Учился в средней школе Солянского сельсовета. С 13 лет занимался боксом под руководством Рафаэля Кутепова, выступал за сборную Астрахани и выиграл несколько соревнований разных рангов в области. В частности, в мае 1992 года одержал победу на международном юношеском турнире в своей весовой категории, выполнив норматив кандидата в мастера спорта по боксу.
После школы окончил профтехучилище. 20 июля 1994 года был призван в армию Наримановским районным военным комиссариатом. Срочную службу проходил во внутренних войсках МВД РФ в Калаче-на-Дону в разведке 22-й отдельной бригады оперативного назначения. Дослужился до звания младшего сержанта, участвовал в Первой чеченской войне. В феврале 1995 года был награждён краповым беретом за выполнение боевого задания.
22 апреля 1995 года под Гудермесом разведгруппа его воинской части попала в засаду чеченцев: пулемётчик, ефрейтор Игоря Хлопцев, прикрывал отступление разведгруппы и был ранен. Под огнём противника Ифрат бросился к Игорю, чтобы вытащить его с поля боя, однако оба погибли. За мужество и отвагу Ифрат Бурбаев был награжден орденом Мужества посмертно.
Ныне в Астрахани ежегодно проводится международный турнир по боксу «Память», учреждённый в память о рано ушедших из жизни боксёрах и тренерах по боксу: в весовой категории до 81 кг победителю вручается приз имени Ифрата Бурбаева. Также 10 января 1996 года в селе Солянка улица Комсомольская была переименована в улицу Ифрата Бурбаева, а на родительском доме Бурбаевых установлена памятная доска.